# 아시리아 인민보위대
아시리아 인민보위대 – 나토레(ܢܛܘܪ̈ܐ ܕܬܠ ܬܡܪ ܐܫܘܪܝܐ Naṭore d'Tel Tamer Ashoraye; اللجنه الشعبيه للحرس الأشوري) 또는 간단하게 아시리아 인민보위대는 하사카 북서쪽에 위치한 하부르강에서 설립된 아시리아인 무장단체로 대부분이 아시리아인이다. 무장 단체는 아시리아 민주당과 연계된 하부르 보위대와 연합한 역내 아시리아인들 수백 명으로 구성되어 있다.
2017년 2월 5일, 아시리아 민주당은 아시리아 민주의회에 참여하는 것에 동의했고, 인민수호부대는 시리아계 아시리아인에게 보안을 인계하는 것에 합의했다. 아시리아 인민보위대와 하부르 보위대는 이후 시리아 민주군에 참여했다. 4월 13일 시리아 민주연합당은 공식적으로 하부르 계곡의 마을들을 하부르 보위대와 아시리아 인민보위대에 인계했고, 인민수호부대는 텔 타메르에 군사 기지를 유지했다.

## 같이 보기
- 시리아 민주군
- 아시리아 군사평의회